# Eugendorf
Eugendorf es un municipio con estatus de Marktgemeinde del distrito de Salzburg-Umgebung, en el estado de Salzburgo, Austria, con una población estimada a principio del año 2018 de 6937 habitantes. 
Se encuentra ubicada al norte del estado, cerca de la ciudad de Salzburgo —la capital del estado— y de la frontera con el estado de Alta Austria y Alemania.

## Localidades
El municipio comprende las siguientes localidades (población a 1 de enero de 2018):
- Eugenbach (900)
- Eugendorf (2544)
- Kalham (376)
- Kirchberg (195)
- Knutzing (116)
- Neuhofen (309)
- Pebering (421)
- Reitberg (1156)
- Schaming (258)
- Schwaighofen (662)